# Emiliano Queiroz
Emiliano de Guimarães Queiroz (Aracati, 1 de janeiro de 1936 – Rio de Janeiro, 4 de outubro de 2024) foi um ator, radialista, locutor, radioator, autor, diretor e roteirista brasileiro.

## Carreira
Nascido no litoral do Ceará no imo de uma família de raízes luso-neerlandesas, quando tinha quatro anos seu pai o levou para assistir a O Mártir do Gólgota, peça de Enrique Pérez Escrich, despertando definitivamente a sua vocação. Quando tinha dez anos sua família mudou-se para Fortaleza. Decidido a seguir a carreira artística, aos catorze anos entrou para o Teatro Experimental de Arte, uma importante companhia cearense. Pouco depois, começou a trabalhar na Ceará Rádio Clube. Aos dezessete anos, pegou carona num caminhão e foi para São Paulo, onde chegou a fazer pequenos papéis em peças como O Pagador de Promessas, de Dias Gomes, no Teatro Brasileiro de Comédia (TBC). Três anos mais tarde, voltou para Fortaleza, onde trabalhou por dois anos como ator, humorista, apresentador de programas, produtor, cenógrafo e contrarregra na TV Ceará.
Fez parte da primeira turma de formandos do curso de Artes Dramáticas da Universidade Federal do Ceará (UFC).
A partir de 1964, Emiliano participou de inúmeras telenovelas, minisséries e filmes.
No cinema, atuou em Independência ou Morte (1972), dirigido por Carlos Coimbra; O Grande Mentecapto (1989) e Tiradentes (1999), no papel do poeta Cláudio Manuel da Costa, ambos dirigidos por Oswaldo Caldeira; O Xangô de Baker Street (2001), dirigido por Miguel Faria Júnior; Madame Satã (2002), dirigido por Karim Aïnouz; Casa de Areia (2005), dirigido por Andrucha Waddington, entre outros. Ganhou o Kikito de Ouro de Melhor Ator Coadjuvante no Festival de Gramado por uma participação de três minutos no filme Stelinha (1990), de Miguel Faria Jr.
Na televisão, foi um dos pioneiros que inaugurou a TV Ceará, depois passou pela TV Cultura e TV Paulista, até chegar à Rede Globo, onde foi convidado por Glória Magadan a escrever Anastácia, a Mulher sem Destino. Entre as inúmeras novelas das quais participou, destacam-se: O Bem-Amado, tanto na novela (1973), quanto na série (1980), onde se consagrou com o personagem Dirceu Borboleta; Pai Herói (1979); Cambalacho (1986); As Filhas da Mãe (2001); Senhora do Destino (2004), entre outras. Em 2014 interpretou Padre Santo em Meu Pedacinho de Chão.
O ator teve também significativas participações em minisséries como Tenda dos Milagres (1985), de Aguinaldo Silva e Regina Braga, baseada na obra de Jorge Amado; Abolição (1988), de Wilson Aguiar Filho e Walter Avancini; Tereza Batista (1992), de Vicente Sesso, a partir do romance de Jorge Amado; Um Só Coração (2004), de Maria Adelaide Amaral e Alcides Nogueira; e Hoje é Dia de Maria (2005), de Luís Alberto de Abreu, como o diabo Asmodeu. Em Cinquentinha (2009) e sua série derivada, Lara com Z (2011), ambas de Aguinaldo Silva, interpretou o mordomo Sebastião Batista. Em 2014, o ator fez o Alfredinho no seriado Doce de Mãe.

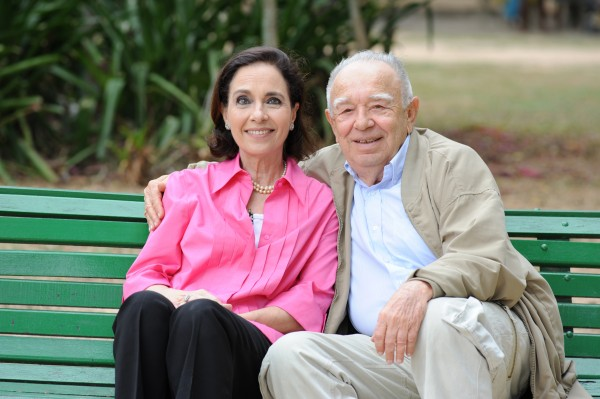
Emiliano Queiroz com a jornalista Vera Barroso (2012)

No teatro, destacam-se papéis como a travesti Geni em “Ópera do Malandro” (de 1979, cujo tema musical é a famosa “Geni e o Zepelim”, de Chico Buarque), Veludo em “A Navalha na Carne” (1969), de Plínio Marcos, e Tonho, um dos “Dois Perdidos Numa Noite Suja” (1971), também de Plínio Marcos.
Desde agosto de 2012, Emiliano está em cartaz no Teatro dos Quatro, no Shopping da Gávea, na capital fluminense, com a peça autobiográfica "Na Sobremesa da Vida", que nasceu a partir de sua biografia publicada na série Aplauso (da Imprensa Oficial do Estado de São Paulo).

## Morte
Emiliano morreu aos 88 anos de idade após dez dias internado por complicações de uma parada cardíaca na Clínica São Vicente da Gávea, na cidade do Rio de Janeiro, em 04 de outubro de 2024.

## Filmografia

### Televisão
| Ano     | Título                          | Papel                                    | Nota                                  |
| ------- | ------------------------------- | ---------------------------------------- | ------------------------------------- |
| 1964    | Eu Amo Esse Homem               | Luciano                                  |                                       |
| 1965    | Chamas Que Não Se Apagam        | Armando                                  |                                       |
| 1965    | A Sombra do Passado             | Otávio                                   |                                       |
| 1965    | Ilusões Perdidas                | Carlos                                   |                                       |
| 1965    | A Moreninha                     | Fabrício                                 |                                       |
| 1965    | Paixão de Outono                | Roque                                    |                                       |
| 1965    | Um Rosto de Mulher              | Mauro                                    |                                       |
| 1966    | Eu Compro Esta Mulher           | Ariovaldo                                |                                       |
| 1966    | O Sheik de Agadir               | Hans Stauber                             |                                       |
| 1967    | A Sombra de Rebecca             | Thomaz                                   |                                       |
| 1967    | Anastácia, a Mulher sem Destino | Pepe Le Coq                              | Também autor                          |
| 1967    | O Homem Proibido                | Chandrom                                 |                                       |
| 1969    | A Última Valsa                  | Conde Hoyot                              |                                       |
| 1969    | A Ponte dos Suspiros            | Bembo                                    |                                       |
| 1969    | Véu de Noiva                    | Tomás Cavalcanti                         |                                       |
| 1969    | Verão Vermelho                  | Irineu                                   |                                       |
| 1970    | Irmãos Coragem                  | Juca Cipó                                |                                       |
| 1971    | O Homem Que Deve Morrer         | Dr. Paulus                               |                                       |
| 1972    | Selva de Pedra                  | Marcelo Gonzaga                          |                                       |
| 1973    | O Bem-Amado                     | Dirceu Pena (Dirceu Borboleta)           |                                       |
| 1975    | Roque Santeiro                  | José Ribamar de Aragão (Zé das Medalhas) | Versão censurada                      |
| 1975    | Pecado Capital                  | Valdir de Oliveira Pontes                |                                       |
| 1976    | Estúpido Cupido                 | Padre Almeirindo                         |                                       |
| 1977    | Espelho Mágico                  | Ele mesmo                                | Participação especial                 |
| 1978    | Maria, Maria                    | João Felipe                              |                                       |
| 1978    | Gina                            | Fernando                                 |                                       |
| 1979    | Pai Herói                       | Horácio Brandão                          |                                       |
| 1980–84 | O Bem-Amado                     | Dirceu Pena (Dirceu Borboleta)           |                                       |
| 1984    | Academia Malhação               | José Ricardo                             |                                       |
| 1985    | Ti Ti Ti                        | patrão de Luti                           | Participação                          |
| 1985    | Tenda dos Milagres              | Professor Fontes                         |                                       |
| 1986    | Cambalacho                      | Claudionor Trancoso (Tio Biju)           |                                       |
| 1987    | O Outro                         | Delegado Antenor                         | Participação especial                 |
| 1987    | Expresso Brasil                 | Dirceu Pena (Dirceu Borboleta)           |                                       |
| 1988    | O Pagador de Promessas          | Zarolho                                  |                                       |
| 1988    | Bebê a Bordo                    | Brito                                    | Participação                          |
| 1988    | Abolição                        | Bernardo Osvaldo Lucena                  |                                       |
| 1989    | Que Rei Sou Eu?                 | Pietro La Roche                          |                                       |
| 1989    | O Sexo dos Anjos                | Padre Julião                             |                                       |
| 1990    | Top Model                       | Promotor Manfredo Camargo                | Participação especial                 |
| 1990    | Rainha da Sucata                | Diretor do colégio                       | Episódio: "2 de abril"                |
| 1990    | Barriga de Aluguel              | Dr. Barroso                              |                                       |
| 1992    | Tereza Batista                  | Altinor                                  |                                       |
| 1992    | Anos Rebeldes                   | Alcir                                    |                                       |
| 1992    | Deus Nos Acuda                  | Rodolfo Quaresma (Quaresma)              |                                       |
| 1992    | Você Decide                     |                                          | Episódios: "Segredos de Família"      |
| 1992    | Escolinha do Professor Raimundo | Dirceu Pena (Dirceu Borboleta)           | Especial de fim de ano                |
| 1993    | Olho no Olho                    | Antenor                                  |                                       |
| 1994    | Escolinha do Professor Raimundo | Dirceu Borboleta                         |                                       |
| 1995    | Irmãos Coragem                  | Dr. Maciel                               |                                       |
| 1995    | A Próxima Vítima                | Dr. Antônio Quintela                     | Participação especial                 |
| 1996    | Quem É Você?                    | Honório                                  |                                       |
| 1996–98 | Caça Talentos                   | Honoravél Kelvin                         |                                       |
| 1998    | Hilda Furacão                   | Profeta Hindu                            |                                       |
| 1998    | Era Uma Vez...                  | Catulo Pascual                           |                                       |
| 1999    | Chiquinha Gonzaga               | Oswaldir Braga                           |                                       |
| 1999    | Andando nas Nuvens              | taxista                                  | Participação                          |
| 1999    | Mulher                          | Ramiro                                   | Episódio: "O Acidente"                |
| 1999    | Você Decide                     | Inspetor Tavates                         | Episódio: "Profissão, Viúva"          |
| 1999    | Você Decide                     | Episódio: "Um Lance Maior"               |                                       |
| 2000    | Você Decide                     | Edmund Kurtz                             | Episódio: "Admirável Mundo Novo"      |
| 2000    | Você Decide                     | Tonho                                    | Episódio: "O Morto Vivo"              |
| 2000    | A Muralha                       | Dom Falcão Meirelles                     |                                       |
| 2001    | Sítio do Picapau Amarelo        | Sócrates                                 | Episódio: "O Minotauro"               |
| 2001    | As Filhas da Mãe                | João Alberto Araújo                      | Participação especial                 |
| 2003    | Sítio do Picapau Amarelo        | Merlim                                   | Episódio: "A Lenda do Rei Arthur"     |
| 2003    | Chocolate com Pimenta           | Médico                                   | Participação                          |
| 2004    | Um Só Coração                   | Juca do Amaral                           |                                       |
| 2004    | Senhora do Destino              | Padre Leovegildo                         | Episódio: "9 de julho"                |
| 2004    | Começar de Novo                 | Ivan Mishkin                             |                                       |
| 2005    | Hoje É Dia de Maria             | Asmodeu Velho                            |                                       |
| 2005    | Alma Gêmea                      | Bernardo dos Santos (Tio Nardo)          |                                       |
| 2005    | Os Amadores                     | Chico                                    | Especial de fim de ano                |
| 2006    | Sítio do Picapau Amarelo        | Mago Mór                                 | Episódio: "Entre o Amor e a Promessa" |
| 2007    | Eterna Magia                    | Padre Aguinaldo                          |                                       |
| 2009    | Tudo Novo de Novo               | César Cunha                              | Episódio: "Vende-se"                  |
| 2009    | Cinquentinha                    | James / Jaime Sebastião Batista          |                                       |
| 2010    | Passione                        | Nonno Benedetto Melatto                  |                                       |
| 2011    | Lara com Z                      | James / Jaime Sebastião Batista          |                                       |
| 2011    | Morde & Assopra                 | Deodato de Aquino                        |                                       |
| 2012    | Dercy de Verdade                | Alberico Montes                          |                                       |
| 2012    | Guerra dos Sexos                | Tabelião                                 | Episódio: "1 de outubro               |
| 2013    | Guerra dos Sexos                | Tabelião                                 | Episódio: "25 e 26 de abril"          |
| 2014    | Doce de Mãe                     | Alfredo Leme (Alfredinho)                |                                       |
| 2014    | Meu Pedacinho de Chão           | Padre Santo                              |                                       |
| 2016    | Haja Coração                    | Seu Zé                                   | Participação especial                 |
| 2017    | Sob Pressão                     | Seu Rivaldo                              | Temporada 1                           |
| 2017    | Filhos da Pátria                | Padre Elano                              | Episódio: "Borboletas no Estômago"    |
| 2018    | Treze Dias Longe do Sol         | Pai de Gilda                             |                                       |
| 2018    | Espelho da Vida                 | André Luís de Lures Castelo              |                                       |
| 2020    | Éramos Seis                     | Seu Isidoro                              | Episódio: "27 de março"               |
| 2022    | Além da Ilusão                  | Padre Romeu                              | Episódios: "7–11 de fevereiro"        |

### Cinema
| Ano  | Título                                     | Personagem                         |
| ---- | ------------------------------------------ | ---------------------------------- |
| 2024 | Avenida Beira-Mar                          | Seu Mário                          |
| 2015 | O Fim e os Meios                           | Senador Reginaldo Motta            |
| 2015 | A Lenda do Gato Preto                      | Padre Maurício                     |
| 2014 | O Lobo Atrás da Porta                      | Pai de Rosa                        |
| 2013 | O Concurso                                 | Velhinho bibliotecário             |
| 2012 | Meu Pé de Laranja Lima                     | Tio Edmundo                        |
| 2010 | A Suprema Felicidade                       | Joaquim                            |
| 2008 | Feliz Natal                                | Zé do Caixão                       |
| 2006 | Xuxa Gêmeas                                | Seu Constantino                    |
| 2006 | O Amigo Invisível                          | Juca                               |
| 2006 | Mulheres do Brasil                         | Seu Nicolau                        |
| 2005 | Casa de Areia                              | Chico do Sal                       |
| 2005 | No Princípio Era o Verbo                   | Patrício                           |
| 2002 | Xuxa e os Duendes 2 - No Caminho das Fadas | Rei Mika                           |
| 2002 | Madame Satã                                | Amador                             |
| 2001 | Xuxa e os Duendes                          | Rei Mika                           |
| 2001 | O Xangô de Baker Street                    | Saraiva                            |
| 1999 | Tiradentes                                 | Cláudio Manuel da Costa            |
| 1990 | Stelinha                                   | Alcides                            |
| 1989 | O Grande Mentecapto                        | Borba Gato                         |
| 1989 | Primeiro de Abril, Brasil                  |                                    |
| 1984 | Amor Maldito                               | Pastor                             |
| 1978 | Um Brasileiro Chamado Rosaflor             | Hortênsia                          |
| 1976 | O Pistoleiro                               | Cabeção                            |
| 1976 | O Vampiro de Copacabana                    | Homem 1                            |
| 1975 | Deixa, Amorzinho... Deixa                  | Felipe                             |
| 1975 | Intimidade                                 | João Carlos                        |
| 1975 | A Extorsão                                 | José                               |
| 1974 | Mestiça, a Escrava Indomável               | Mascate                            |
| 1972 | Independência ou Morte                     | Francisco Gomes da Silva (Chalaça) |
| 1972 | A Difícil Vida Fácil                       | Sandro                             |
| 1971 | As Quatro Chaves Mágicas                   | Ladrão                             |
| 1971 | As Confissões de Frei Abóbora              |                                    |
| 1971 | Uma Pantera em Minha Cama                  | Sebastião Canadá                   |
| 1970 | Dois Perdidos numa Noite Suja              | Tonho                              |
| 1970 | Uma Garota em Maus Lençóis                 | Gato                               |
| 1970 | O Bolão                                    |                                    |
| 1969 | A Navalha na Carne                         | Veludo                             |
| 1968 | Vidas Estranhas                            |                                    |
| 1968 | Enfim Sós... com o Outro                   | Maurício                           |
| 1968 | Jovens pra Frente                          |                                    |
| 1968 | O Homem que Comprou o Mundo                |                                    |
| 1967 | Carnaval Barra Limpa                       |                                    |
| 1966 | Engraçadinha depois dos Trinta             |                                    |
| 1964 | O Lamparina                                | Ezequiel                           |